# Д’Ирсон, Тьерри
Тьерри Ларшье д’Ирсон (1270 — 17 ноября 1328) — священнослужитель из французского дворянского рода, приближённый графов Артуа.

## Биография
Вначале — один из писцов графа Роберта II д’Артуа, с 1299 года — каноник кафедрального собора Арраса (главного города Артуа). После гибели Роберта II (1302) — мелкий чиновник на службе короля Филиппа IV Красивого, принимал участие в походе в Ананьи против папы Бонифация VIII под началом Гийома Ногаре (1303). С 1303 года — канцлер и ближайший советник графини Маго Артуа. С апреля 1328 года — епископ Аррасский.
Известен своим участием в походе в Ананьи и тяжбе за графство Артуа между графиней Маго и её племянником Робертом III Артуа, подробно описанной в эпопее Мориса Дрюона «Проклятые короли». Посмертно (в 1329—1331 годах) обвинялся в том, что, действуя в интересах графини Маго, самостоятельно или будучи в сговоре с Ангерраном Мариньи похитил или уничтожил документы, подтверждающие права Роберта III на графство Артуа.
Его любовницей была Жанна де Дивион, которая изготовила в 1330 году документы на графство, за это она была сожжена на костре.
Тьерри д’Ирсон является одним из второстепенных героев цикла исторических романов «Проклятые короли» французского писателя Мориса Дрюона. В мини-сериале «Проклятые короли», 1972 год Тьерри сыграл актер Ивон Сарре. Во второй экранизации 2005 года персонаж Тьерри неоднократно упоминается, но на сцену так и не выходит.